# پائولو ریتزی
پائولو ریتزی (انگلیسی: Paolo Rizzi؛ زادهٔ ۳۰ آوریل ۱۹۶۹) بازیکن فوتبال اهل ایتالیا است.